# Landesverwaltungsamt Berlin
Das Landesverwaltungsamt Berlin (LVwA) ist eine Landesoberbehörde, die organisatorisch der Senatsverwaltung für Finanzen nachgeordnet ist. Es fungiert als Personal- und Logistikdienstleister für den öffentlichen Dienst der unmittelbaren und mittelbaren Berliner Landesverwaltung sowie für eine Vielzahl von landesnahen Einrichtungen und übernimmt maßgebliche Aufgaben in den Bereichen Personalverwaltung, Beihilfe und Versorgung.

## Geschichte
Das Landesverwaltungsamt Berlin entstand am 1. März 1963 durch die Ausgliederung aus der damaligen Berliner Innenverwaltung. Es gehörte bis zum Jahr 2016 zum Geschäftsbereich der für Inneres zuständigen Senatsverwaltung. Das Landesverwaltungsamt unterliegt einer geteilten Fach- und Dienstaufsicht durch die Senatsverwaltung für Finanzen und der Senatsverwaltung für Inneres und Sport.

## Standort
Das LVwA hat seinen Sitz seit 1963 am Fehrbelliner Platz 1 in Charlottenburg-Wilmersdorf. Teile der Abteilung des Logistikservices sitzen im Tegeler Weg.
Das rautenförmige Bürogebäude wurde 1935/36 als Verwaltungsgebäude der ehemaligen Rudolf-Karstadt-AG erbaut. Das Gebäude steht heute unter Denkmalschutz.

## Organisation
Das Landesverwaltungsamt wird durch die Direktion nach außen vertreten und geleitet. Das LVwA bietet verschiedene Dienstleistungen an, darunter im Bereich Personal, Versorgung, Beihilfe sowie Rekrutierung und Logistik. Unter die hausinternen Services fallen der Digitalisierungs-Service (Service- und Systemunterstützungscenter) und der Zentrale Service.
Unterstützt wird das Landesverwaltungsamt durch den Bereich „Grundsatz und Transformation“ bei der Transformation zu einem modernen Landespersonalservice. Der Rekrutierungsservice des LVwA bietet den Berliner Behörden Unterstützung bei der kurzfristigen und beschleunigten Gewinnung von Fachkräften.

## Aufgaben
Das Landesverwaltungsamt erledigt eine Vielzahl verschiedener Personal- und Logistikaufgaben für den öffentlichen Dienst im Land Berlin und ist in verschiedenen Berliner Behörden tätig. Es erledigt Aufgaben in folgenden Bereichen:
· Personalaktenführung, Zahlbarmachung von Bezügen,
· Bewilligung und Zahlbarmachung von Beihilfen,
· Festsetzung, Berechnung und Zahlbarmachung von Versorgungsbezügen (Pensionsstelle),
· Zentrale Anwendungssystembetreuung IPV (Integrierte Personalverwaltung),
· Zentrale Abrechnungsstelle,
· Sammelbestellverfahren, Amtsblatt für Berlin, int. Amtshilfe, Zentrale Vergabestelle, Zentrale Paket- und Postdienstleistung, personengebundene Fahrdienstleistungen,
· Rekrutierung (Verfahren zur Gewinnung von Talenten für die dualen Studiengänge, von baufachlichem Personal für die Berliner Schulbauoffensive, Verfahren nach dem Prozess der Gesamtstädtischen Personalgewinnung und -entwicklung (GPE), Unterstützung der Bezirke bei der Personalgewinnung in den Bürgerämtern als zusätzliche und freiwillig abrufbare Servicedienstleistung im Rahmen des „14-Tage-Ziels“).